# Karl-Gustaf Ljungdahl
Karl-Gustaf Ljungdahl, född 1 november 1892 i Lunds domkyrkoförsamling, död 1971, var en svensk direktör. Han var bror till Axel Ljungdahl.
Ljungdahl var överdirektör för Vattenfall 1938–1939 och VD för Ångpanneföreningen 1939–1961. Han invaldes 1941 som ledamot av Ingenjörsvetenskapsakademien och var akademiens preses 1956–1959.